# 陽山碑材
阳山碑材位于中国江苏省南京市江宁区，由3座从山体上开凿出的石材组成。这3座石材开凿于明朝永乐三年（1405年），原本做为明孝陵的碑材使用，在开凿时动用了上万名人力，由于工程量巨大，开凿期间也曾出现不小的伤亡。但由于最终开凿出的石材过于巨大而无法搬运，这三座石材也被弃置于原地。阳山碑材根据形状不同可分为龟趺、碑身和碑首三个部分。2005年，阳山碑材被上海大世界吉尼斯总部认定为“世界最大的碑材”。2013年，阳山碑材被列为全国重点文物保护单位。

## 历史
阳山碑材所在的阳山形成于距今2亿7千万年前，自魏晋时期就是南京一带的石碑原材料开采地。在古代开采石料后搬运时，工匠一般会选择冬天在路面上泼水，再在路面上放上粗大的圆木作为滚轴来搬运石材，部分体积过大的石材甚至可能花费两个以上的冬天才能运走。明朝永乐三年（1405年），明成祖朱棣为了建造明孝陵前的神功圣德碑，下诏在阳山开凿碑材，即今阳山碑材。整个开凿过程启用了上万名囚犯，耗时长达9个月，开凿过程中每名囚犯均需上交石屑三斗三升才能完工，由于工作量过大，导致参与施工的囚犯出现了严重的伤亡，而这些死亡的囚犯最终都被合葬于碑石附近的坟头村。整体碑材如果组装完成会高达68米，这远远超出了当时的运输方法的承载能力和组装石碑的能力。最终明成祖转而派人制作了一块高14米的神功圣德碑，而三大块阳山碑材最终被弃置于原处。

## 结构
阳山碑材位于江苏省南京市江宁区阳山的东南角，即明代的采石场内，共分为碑首、碑身和龟趺三大部分。龟趺部分也称碑座部分，长30.35米，厚13米，高16米，底部除2行石柱外其余全部凿空，侧面除去西北方向之外，其余均已和山体因人工雕凿而分离，上方有人工加工过的龟趺头部雏形。碑身在碑额北侧6米处，为一块长方形石材，横卧地面，通体遍布凿痕，长49.40米，宽10.70米，厚4.40米，东北面与山体基石相连，底部除3根石柱之外其余全部凿空，其余已经全部和山体凿开，靠近山崖的一侧被凿出了宽约2米的通道。在采石场的东北部还有一块原准备用作碑帽的长方形石材，距离碑座石材约100米，高10.70米，宽20.30米，厚8.40米，四面均与山体脱离。

## 保护
1957年，阳山碑材被列为江苏省文物保护单位:186。由于碑材的自然节理和风化缘故，加上酸雨侵蚀，阳山碑材曾经出现大量开裂和被蚀空的部位。2003年，南京市文化局文物管理处组织人力对阳山碑材进行了修复，遏制了碑材表面开裂和风化的现象。2005年4月29日，阳山碑材正式被上海大世界吉尼斯总部认定为“世界最大的碑材”。2013年，阳山碑材被列为全国重点文物保护单位。2016年，阳山碑材周边被列为一级保护区，严禁一切项目开发。

## 公交
| 阳山碑材 | 阳山碑材 | 阳山碑材 | 阳山碑材 | 阳山碑材 |
| 编号     | 路线     | 路线     | 路线     | 备注     |
| -------- | -------- | -------- | -------- | -------- |
| 845环一  | 阳山碑材 | ↻        | 阳山碑材 | 定时班车 |
| 845环二  | 阳山碑材 | ↺        | 阳山碑材 | 定时班车 |